# Еузебио Кастилияно
Еузебио Кастилияно (на италиански: Eusebio Castigliano) е италиански футболист, полузащитник, част от състава на Великият Торино.

## Кариера
Кастилияно играе професионален футбол за Про Верчели, Специя, Билезе и Торино, където е част от отбора, който печели четири последователни скудети.
Играе и в седем мача за националния отбор на Италия между 1945 и 1949 г., като отбелязва един гол.
На 4 май 1949 г. Еузебио Кастилияно загива в самолетната катастрофа в Суперга. През 1963 г. във Верчели е основан футболен клуб, който носи името ГС Кастилияно.

## Отличия
Торино
- Серия А: 1945/46, 1946/47, 1947/48, 1948/49
- Голмайстор на Серия А: 1945/46